# Reds de Boston (1890)
Pour les articles homonymes, voir Reds de Boston.
Les Reds de Boston (en anglais : Boston Reds) sont une ancienne franchise de baseball basée à Boston (Massachusetts) aux États-Unis. Cette formation évolue successivement en Players League (1890) puis en American Association (1891), et remporte le titre les deux saisons.
Parmi les principaux joueurs des Reds, citons Charles Radbourn, Clark Griffith, King Kelly, Dan Brouthers, Tommy McCarthy et Hugh Duffy, membres du Temple de la renommée du baseball.
Les Reds évoluent à domicile au Congress Street Grounds, enceinte de 16 500 places située près du Fort Point Channel.

## Histoire

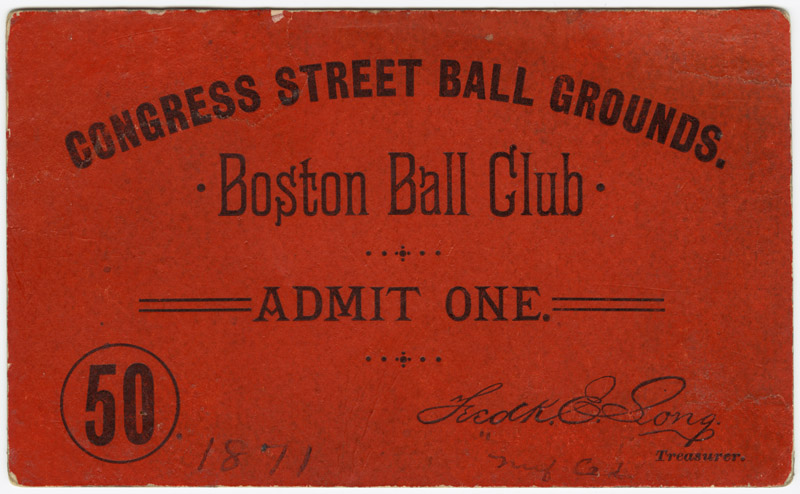
Billet d'entrée de 1891

Le club est créé en 1889 par Charles A. Prince pour prendre part à la Players League, une ligue fondée par le syndicat des joueurs.
À l'occasion de l'unique saison de la Players League, Boston remporte le titre avec 81 victoires pour 48 défaites sous la conduite du manager-joueur King Kelly. Les Reds enregistrent 197 346 spectateurs payants aux guichets, soit une moyenne de près de 3000 spectateurs par match. 
Les Reds rejoignent l'American Association en 1891 en enlèvent le titre. Arthur Irwin occupe le poste de manager. 
Lors du rapprochement entre la Ligue nationale et l'American Association après la saison 1891, les Reds ne sont pas retenus parmi les quatre formations de l'American Association incorporées en Ligue nationale. La présence à Boston de la franchise des Boston Beeneaters (aujourd'hui Braves d'Atlanta) explique ce choix. Le propriétaire de l'équipe est financièrement dédommagé.

## Saison par saison
| Saison | Ligue                | Saison régulière | Saison régulière | Saison régulière | Saison régulière | Saison régulière |
| Saison | Ligue                | Class.           | Vic.             | Déf.             | Nuls             | %Vic.            |
| 1890   | Players League       | 1er              | 81               | 48               | 4                | 0,628            |
| 1891   | American Association | 1er              | 93               | 42               | 1                | 0,689            |